# Centraalstadion (Tbilisi)
Het Centraalstadion was een multifunctioneel stadion in Tbilisi, een stad in Georgië.
Het Centraalstadion werd tussen 1932-35 gebouwd door Artsjil Koerdiani. De voetbalclub FC Dinamo Tbilisi maakte tussen 1935 en 1976 gebruik van dit stadion, dat was voordat ze naar het Lenin Dinamostadion (thans Boris Paitsjadzestadion) gingen. Dit stadion had in de jaren 70 onvoldoende plek voor de groeiende toeschouwersaantallen voor Dinamo. Het stadion werd afgebroken en op dezelfde plek werd het nieuwe stadion gebouwd.